# Cortiçol
Pteroclidae é uma família de aves que inclui apenas dois géneros, onde se classificam as 16 espécies conhecidas pelo nome genérico de cortiçol. Os cortiçóis são aves de pequeno-médio porte, típicas do Velho Mundo que habitam zonas de planície e savana em climas desérticos e semi-desérticos.
A família Pteroclidae é colocada na sua própria ordem (Pteroclidiformes). O grupo, no entanto, já foi classificado na ordem dos Ciconiiformes pela taxonomia de Sibley-Ahlquist e nos Charadriiformes.

## Espécies
- Género Pterocles
  - Cortiçol-de-barriga-branca - Pterocles alchata
  - Cortiçol-de-duas-golas - Pterocles bicinctus
  - Cortiçol-de-burchell - Pterocles burchelli
  - Cortiçol-coroado - Pterocles coronatus
  - Cortiçol-de-faces-pretas - Pterocles decoratus
  - Cortiçol-de-barriga-castanha - Pterocles exustus
  - Cortiçol-de-garganta-amarela - Pterocles gutturalis
  - Cortiçol-indiano - Pterocles indicus
  - Cortiçol-de-lichtenstein - Pterocles lichtensteinii
  - Cortiçol-namaqua - Pterocles namaqua
  - Cortiçol-de-barriga-preta - Pterocles orientalis
  - Cortiçol-malgaxe - Pterocles personatus
  - Cortiçol-de-quatro-golas - Pterocles quadricinctus
  - Cortiçol-malhado - Pterocles senegallus

- Género Syrrhaptes
  - Cortiçol-das-estepes - Syrrhaptes paradoxus
  - Cortiçol-do-tibete - Syrrhaptes tibetanus